# Antimilos
Antimilos (en griego: Αντίμηλος) es una isla griega en las Cícladas, a 13 millas (20 km) al noroeste de Milos. Administrativamente, forma parte del municipio de Milos.
Antimilos es un territorio deshabitado de traquita, que alcanza hasta 671 m de altura, a menudo llamado Erimomilos (Desierto de Milos). Es una isla volcánica y su cráter sigue siendo evidente. Sus antiguos pobladores transformaron el cráter de una cisterna natural a cielo abierto. En la isla vive una variante rara de la cabra común que se llama Capra aegagrus pictus. Es similar, pero no igual, a la cabra cretense conocida como «kri-kri» (Capra aegagrus creticus).